# Rosa Holländer-Stern
Rosalie Sara (Rosa) Stern (Bad Schwalbach, 25 december 1866 – Amsterdam, 29 januari 1942) was een Duits joodse vrouw. 
Rosa Stern was de moeder van Edith Frank, de schoonmoeder van Otto Frank, en de oma van Margot Frank en Anne Frank. Anne schrijft in haar dagboek verschillende malen over haar. Ze noemt haar oma "haar beschermengel'.

## Levensloop
Rosalie Stern trouwde op 19 juli 1893 met Abraham Holländer (1860-1927), een succesvolle en welgestelde handelaar in oude metalen. Rosa en Abraham waren gerespecteerde leden van de joodse gemeente van Aken. Samen kregen zij vijf kinderen: Julius (1894-1967), Walter (1897-1968), Herbert, Bettina (1898-1914) en Edith (1900-1945).
In 1938 vroeg haar dochter Edith toestemming voor haar om naar Nederland te komen. Deze werd verleend op voorwaarde dat haar zonen Julius noch Walter mee zouden komen. Op 24 maart 1939 kwam zij naar Nederland, waar ze ging wonen bij haar dochter Edith en haar gezin aan het Merwedeplein in Amsterdam.
Stern overleed hier bijna drie jaar later, in januari 1942, aan kanker. Ze werd begraven op de joodse begraafplaats Gan Hasjalom in Hoofddorp.

## Dagboek van Anne Frank

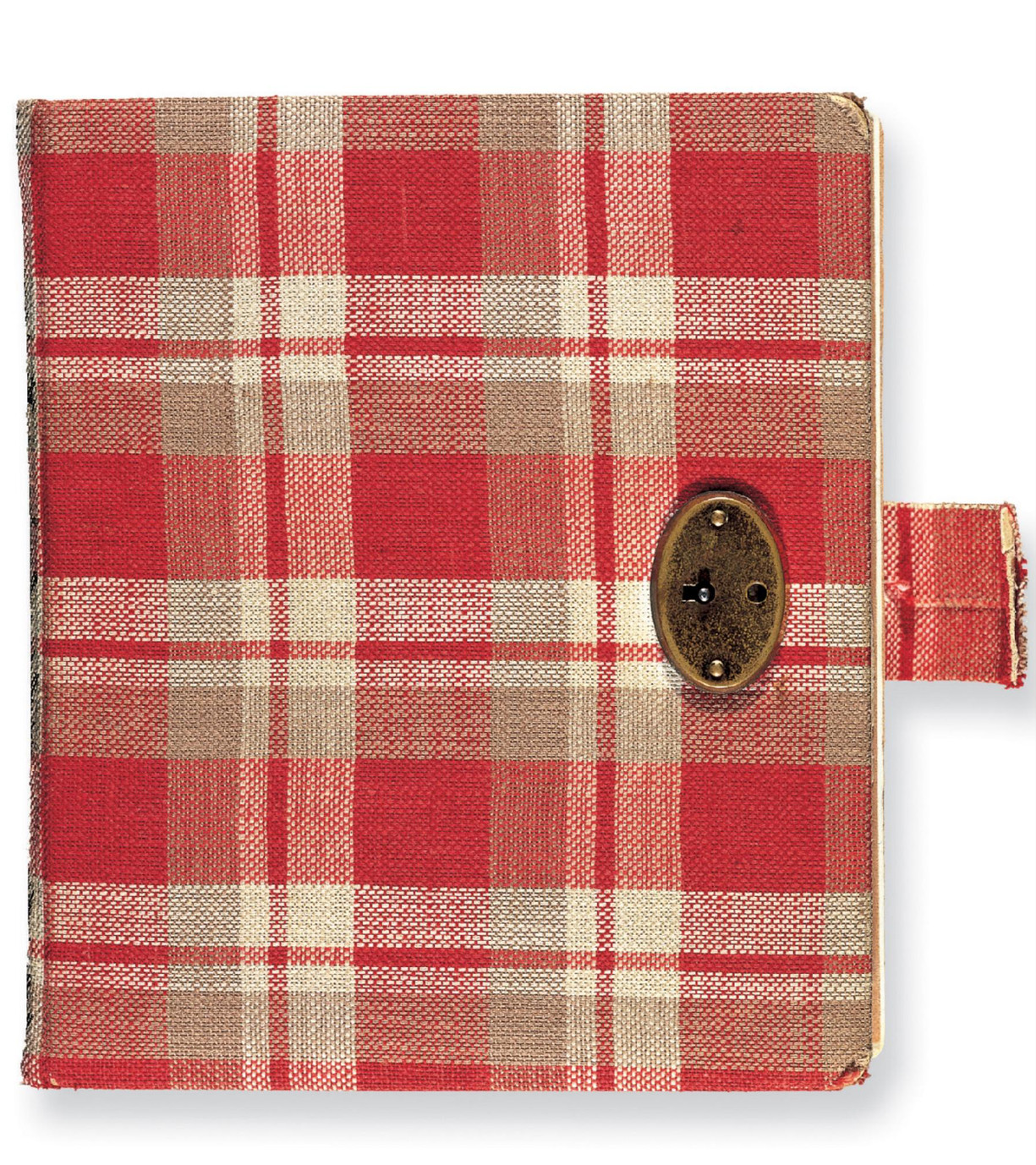
Dagboek Anne Frank

Haar kleindochter Anne startte in juni 1942 haar dagboek. Op zaterdag 20 juni 1942 vertelt ze haar levensgeschiedenis. In dat kader schrijft ze: 
"Mijn oude grootmoeder kwam bij ons, ze was toen 73 jaar." 
En enkele alinea's later: 
"Oma stierf in Januari 1942; niemand weet hoeveel ik aan haar denk en nog van haar houd."
Een jaar later schreef ze meer uitgebreid over haar oma:

### Woensdag, 29 December 1943
Lieve Kitty,
Gisteravond was ik weer erg verdrietig. Oma en Lies kwamen voor mijn geest.
Oma, o die lieve Oma, hoe weinig hebben wij begrepen wat zij geleden heeft, hoe lief was ze. En daarbij bewaarde ze steeds zorgvuldig het vreselijke geheim, dat ze met zich meedroeg.
Hoe trouw en goed was Oma altijd, geen van ons zou zij ooit in de steek gelaten hebben. Wat het ook was, hoe stout ik ook geweest was, Oma verontschuldigde me altijd.
Oma - heb jij van me gehouden of heb jij mij ook niet begrepen? Ik weet het niet. Tegen Oma heeft ook nooit iemand wat van zichzelf gezegd. Hoe eenzaam moet Oma geweest zijn, hoe eenzaam ondanks ons. Een mens kan eenzaam zijn ondanks de liefde van velen, want voor niemand is hij toch ‘de liefste’. En Lies, leeft zij nog? Wat doet zij? O God, bescherm haar en breng haar naar ons terug. Lies, aan jou zie ik steeds hoe mijn lot ook had kunnen zijn, steeds zie ik mij in jouw plaats. Waarom ben ik dan vaak nog verdrietig om wat hier gebeurt? Moet ik niet altijd blij, tevreden en gelukkig zijn, behalve als ik aan haar en haar lotgenoten denk?
Ik ben zelfzuchtig en laf. Waarom droom en denk ik altijd de ergste dingen en zou ik het van angst wel willen uitgillen? Omdat ik toch nog, ondanks alles. God niet genoeg vertrouw. Hij heeft mij zoveel gegeven, wat ik zeker niet verdiend had en toch doe ik elke dag nog zoveel verkeerds.
Als men aan zijn naasten denkt moet men huilen, men kan eigenlijk wel de hele dag huilen. Er blijft niets anders over dan te bidden, dat God een wonder laat gebeuren en nog enigen van hen spaart. En ik hoop, dat ik dat voldoende doe!

Je Anne.

Op 6 januari 1944 noemt ze haar oma "haar beschermengel". Op 3 maart 1944 schrijft ze: 

"Toen ik vanavond in het kaarsje keek, werd ik weer blij en rustig. Oma zit eigenlijk in dat kaarsje en Oma is het ook, die me behoedt en beschut en die me weer blij maakt."